# Actium robustulum
Actium robustulum är en skalbaggsart som beskrevs av Thomas Casey 1887. Actium robustulum ingår i släktet Actium och familjen kortvingar. Inga underarter finns listade i Catalogue of Life.